# Bouddha de Kande Vihara
Bouddha de Kande Vihara est une statue de 48,8 mètres de haut d'un Bouddha assis qui se trouve à Aluthgama, au Sri Lanka. La construction de la statue a été finie en 2007. Elle repose sur une base de 11,2 mètres de haut, portant à une hauteur totale de 60 mètres le monument. Elle est en 2019 quarante-deuxième plus grande statue au monde.